# Павліна Станчева
Павліна Станчева (при народженні Каліопа Костова Паласкева, болг. Калиопа Костова Паласакева; *31 січня 1907, Бургас — 1991, Софія) — болгарська письменниця та поетеса. Своє перше оповідання написала в початковій школі. 

## Біогріфія
В 1926 році закінчила гімназію в рідному місті. В тому ж році з'явилася її перша публікація в учнівській газеті «Бажання». З 1942 року жила в Софії, де в 1945–1950 роках була редактором газети «Жінка сьогодні (Жената днес)». Працювала редактором та начальником відділу в Болгарському національному радіо з 1951 по 1956. Співпрацювала з багатьма газетами як в столиці, так і за її межами. Член Союзу болгарських письменників (СБП).

## Найбільш відомі твори
- «Лісова школа (Горско училище)»;
- «Марійкине сукно (Марийкината рокличка)»;
- «Хлопчик з якорем (Момчето с котвата)»;
- «Хлопчик і собачка (Момчето и кучето)»;
- «Барвисте дитинство (Шарено детство)»;
- «Два брати і Суска (Двете братчета и Суска)»;
- «Д'Артаньян повертається переможцем (Д'Артанян се връща победител)».